# 维格兰
维格兰（法語：Viglain，法語發音：[viɡlɛ̃]）是法国卢瓦雷省的一个市镇，位于该省南部偏东，属于奥尔良区。

## 地理
维格兰（47°43'42"N, 2°18'9"E）面积39.99 平方千米，位于法国中央-卢瓦尔河谷大区卢瓦雷省，该省份为法国中北部省份，北起埃松省，西北接厄尔-卢瓦省，西南接卢瓦-谢尔省，南至涅夫勒省和谢尔省，东临约讷省，东北接塞纳-马恩省。
与维格兰接壤的市镇（或旧市镇、城区）包括：讷维昂叙利亚斯、吉利、伊德、羅亞爾河畔敘利、科松河畔瓦讷、维勒米尔兰。
维格兰的时区为UTC+01:00、UTC+02:00（夏令时）。

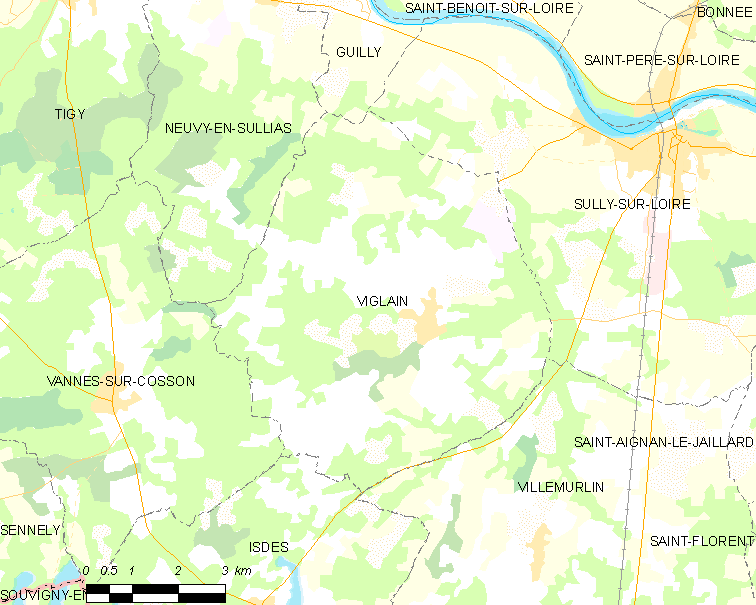
维格兰的OSM定位图

## 行政
维格兰的邮政编码为45600，INSEE市镇编码为45336。

## 政治
维格兰所属的省级选区为卢瓦尔河畔叙利县。

## 交通
卢瓦雷省省道D55线、D120线和D320线在维格兰交汇。

## 人口

1962-2008年间维格兰人口变化图示

维格兰于2022年1月1日时的人口数量为854人。